# 稲葉重通
稲葉 重通（いなば しげみち）は、戦国時代から安土桃山時代にかけての武将・大名。稲葉良通（一鉄）の庶長子。春日局の伯父にあたり養父でもある。

## 生涯
はじめ織田信長に馬廻として仕え、1万5000石（もしくは2万3000石）を給されたという。本能寺の変で信長が死去した後、父・良通と共に一揆に囲まれた信濃国飯山城の救出に赴いている。以後、父や弟らと同じく羽柴秀吉（豊臣秀吉）の家臣となり、馬廻を務めた。天正12年（1584年）、小牧・長久手の戦いに参加し、その功績で河内国内に知行を加増された。天正13年（1585年）7月、従五位下・兵庫頭に叙任され、同年8月には一時的ながら姉小路氏滅亡後の飛騨国の一国支配を任されている。天正15年（1587年）、九州平定に従軍する。
天正16年（1588年）に父が死去するが、重通は長子といえど庶子であったため、家督は異母弟の貞通が継ぐこととなり、重通は美濃国清水に別に1万2000石を与えられて大名となった。
天正18年（1590年）、小田原征伐にも参加する。文禄元年（1592年）からの文禄・慶長の役では肥前国名護屋城に在陣した。秀吉の晩年には御伽衆となる。慶長3年（1598年）10月3日に死去。跡を子・通重が継いだ。

## 稲葉重通を演じた人物
- 織本順吉　NHK大河ドラマ・春日局（1989年）